# Aleksandr Averianov
Pour les articles homonymes, voir Averianov.
Aleksandr Nikolaïévitch Averianov (en russe : Александр Николаевич Аверьянов), né le 1er octobre 1948 à Vladivostok et mort le 15 juin 2021, est un footballeur et entraîneur de football soviétique puis russe.

## Biographie

### Carrière de joueur
Né à Vladivostok dans l'Extrême-Orient russe, Aleksdandr Averianov déménage au cours de sa jeunesse en Ukraine, évoluant notamment dans des équipes de jeunes à Gorlovka puis Nikolaïev, où il effectue des études de sport à l'âge de 14 ans. Il intègre par la suite l'effectif du Tchernomorets Odessa avec qui il fait ses débuts professionnels lors de la saison 1966, disputant son premier match en championnat quelques jours après son dix-huitième anniversaire le 4 octobre 1966 face au Zénith Léningrad. Il reste ensuite deux autres saisons au club, cumulant neuf rencontres en première division soviétique avant de faire son retour à Nikolaïev dans le club du Soudostroïtel en deuxième puis troisième division, où il est cette fois plus utilisé avec 120 apparitions pour huit buts en trois saisons.
Après un bref passage au Zvezda Tiraspol en 1972, il retourne à Nikolaïev pendant deux années avant de retrouver la première division en 1975 avec le Zaria Vorochilovgrad, avec qui il dispute la finale de la Coupe d'Union soviétique, finalement perdue face à l'Ararat Erevan. Il effectue par la suite un dernier passage au Soudostroïtel avant de rejoindre à la mi-saison 1976 le Lokomotiv Moscou où il évolue pendant cinq saisons et demi, cumulant en tout 189 rencontres pour 23 buts marqués avec le club. Il y termine également sa carrière, prenant sa retraite en 1982 à l'âge de 31 ans.

### Carrière d'entraîneur
Après la fin de sa carrière, Averianov devient entraîneur et fait ses débuts en Ouzbékistan, où il officie pendant quatre ans au sein de plusieurs équipes à Andijan, Chakhrijan et Almalyk au sein des divisions inférieures. Il retourne dans l'Extrême-Orient en 1989 en devenant l'entraîneur du Okean Nakhodka, club qu'il dirige pendant cinq saisons, notamment lors de son entrée dans la nouvelle première division russe en 1992 après la dissolution de l'Union soviétique, parvenant même à maintenir l'équipe à l'issue de la saison en terminant treizième. Il ne réussit cependant pas à renouveler cette performance l'année suivante et ne peut empêcher la relégation du club à l'issue des barrages de relégation, quittant son poste dans la foulée.
Brièvement nommé à la tête du Spartak Anapa en troisième division en début d'année 1994, Averianov est appelé dès le mois de mars à retrouver le premier échelon pour prendre les rênes du Krylia Sovetov Samara où il reste trois ans et demi, amenant notamment le club à la septième position ainsi qu'à une demi-finale de Coupe de Russie en 1997 avant de s'en aller sur une douzième place lors de l'exercice 1998.
Devenant entraîneur du Chinnik Iaroslavl dans la foulée de son départ de Samara, il ne reste cependant le temps que de quatre rencontres avant de quitter son poste dès le mois d'avril 1999. Il termine ensuite la saison avec l'Ouralan Elista qu'il rejoint au mois de juin et avec qui il termine en neuvième position en championnat. Maintenu pour la saison 2000, Averianov est cependant renvoyé au mois de mai 2000 dans la foulée de l'élimination du club en demi-finales de la coupe. Il prend ensuite la tête de Alania Vladikavkaz jusqu'en avril 2001 avant d'entraîner le Fakel Voronej dès le mois suivant, mais ne peut empêcher la relégation de ce dernier au terme de l'exercice 2001, et s'en va en fin d'année.
Par la suite inactif pendant un an et demi, Averianov retrouve un poste en mai 2003 à la tête du Volgar-Gazprom Astrakhan en deuxième division mais s'en va dès la fin de la saison tandis que l'équipe est reléguée au troisième échelon. De manière similaire, il devient ensuite en mai 2005 entraîneur du Metallourg-Kouzbass Novokouznetsk, avec qui il échoue également à se maintenir à la fin de l'exercice 2005 avant de s'en aller après seulement quelques mois.
Peu après cette dernière pige, il quitte la Russie en début d'année 2006 pour rejoindre le club kazakh du FK Atyraou, mais s'en va dès le mois de juin après n'avoir remporté que deux rencontres sur douze. Il devient ensuite entraîneur du Gazovik Orenbourg en juillet 2006 et y passe trois années, terminant notamment deuxième du groupe Oural-Povoljié de la troisième division trois fois de suite entre 2006 et 2008. Après un mauvais début d'exercice 2009, il est démis de ses fonctions en juin 2009. Averianov prend par la suite les rênes du Dinamo Saint-Pétersbourg en début d'année 2010, mais démissionne de son poste dès le mois d'avril en raison de désaccords avec sa direction.
Il reprend du service en janvier 2012 en étant nommé à la tête de l'équipe ouzbèke du PFK Andijan où il reste jusqu'au mois d'août. Il devient au mois de septembre entraîneur du FK Orel pour le reste de la saison 2012-2013, terminant dernier du groupe Centre du troisième échelon. Il est ensuite renvoyé au mois d'août 2013 après un mauvais départ lors de l'exercice suivant. Son dernier poste en date est un passage de quatre mois à la tête du Znamia Trouda Orekhovo-Zouïevo entre février et juin 2015, avec qui il termine lanterne rouge de la zone Ouest pour la fin de saison 2014-2015 avec une victoire en dix matchs.

## Statistiques

### Statistiques de joueur
| Saison                | Club                    | Championnat           | Championnat | Championnat | Coupe(s) nationale(s) | Coupe(s) nationale(s) | Total | Total |
| Saison                | Club                    | Division              | M.          | B.          | M.                    | B.                    | M.    | B.    |
| 1966                  | Tchernomorets Odessa    | D1                    | 2           | 0           | -                     | -                     | 2     | 0     |
| 1967                  | Tchernomorets Odessa    | D1                    | 4           | 0           | -                     | -                     | 4     | 0     |
| 1968                  | Tchernomorets Odessa    | D1                    | 3           | 0           | -                     | -                     | 3     | 0     |
| Sous-total            | Sous-total              | Sous-total            | 9           | 0           | -                     | -                     | 9     | 0     |
| 1969                  | Soudostroïtel Nikolaïev | D2                    | 25          | 1           | 3                     | 1                     | 28    | 2     |
| 1970                  | Soudostroïtel Nikolaïev | D3                    | 41          | 3           | 2                     | 0                     | 43    | 3     |
| 1971                  | Soudostroïtel Nikolaïev | D3                    | 49          | 3           | -                     | -                     | 49    | 3     |
| Sous-total            | Sous-total              | Sous-total            | 115         | 7           | 5                     | 1                     | 120   | 8     |
| 1973                  | Soudostroïtel Nikolaïev | D3                    | 26          | 8           | -                     | -                     | 26    | 8     |
| 1974                  | Soudostroïtel Nikolaïev | D3                    | 19          | 6           | -                     | -                     | 19    | 6     |
| 1975                  | Zaria Vorochilovgrad    | D1                    | 25          | 4           | 3                     | 0                     | 28    | 4     |
| 1976                  | Soudostroïtel Nikolaïev | D3                    | 8           | 2           | -                     | -                     | 8     | 2     |
| Sous-total            | Sous-total              | Sous-total            | 78          | 20          | 3                     | 0                     | 81    | 20    |
| 1976                  | Lokomotiv Moscou        | D1                    | 19          | 3           | -                     | -                     | 19    | 3     |
| 1977                  | Lokomotiv Moscou        | D1                    | 28          | 1           | 1                     | 0                     | 29    | 1     |
| 1978                  | Lokomotiv Moscou        | D1                    | 29          | 5           | 7                     | 0                     | 36    | 5     |
| 1979                  | Lokomotiv Moscou        | D1                    | 34          | 6           | 5                     | 1                     | 39    | 7     |
| 1980                  | Lokomotiv Moscou        | D1                    | 33          | 6           | 4                     | 0                     | 37    | 6     |
| 1981                  | Lokomotiv Moscou        | D2                    | 23          | 1           | 6                     | 0                     | 29    | 1     |
| Sous-total            | Sous-total              | Sous-total            | 166         | 22          | 23                    | 1                     | 189   | 23    |
| Total sur la carrière | Total sur la carrière   | Total sur la carrière | 368         | 49          | 31                    | 2                     | 399   | 51    |

### Statistiques d'entraîneur
| Tekstilchtchik Andijan            | 1984             | 1984             | 34  | 10  | 6   | 18  | 29,4 |
| Chakhrikhanets Chakhrijan         | 1985             | 1985             | 32  | 16  | 3   | 13  | 50,0 |
| Pakhtakor Andijan                 | 1986             | 1987             | 77  | 33  | 13  | 31  | 42,9 |
| Metallourg Almalyk                | 1988             | 1988             | 36  | 8   | 3   | 25  | 22,2 |
| Okean Nakhodka                    | 1989             | 1993             | 196 | 94  | 43  | 59  | 48,0 |
| Krylia Sovetov Samara             | 14 mai 1994      | 3 novembre 1998  | 221 | 105 | 57  | 59  | 47,5 |
| Chinnik Iaroslavl                 | 26 novembre 1998 | 17 avril 1999    | 4   | 1   | 1   | 2   | 25,0 |
| Ouralan Elista                    | 26 juin 1999     | 12 mai 2000      | 29  | 11  | 6   | 12  | 37,9 |
| Alania Vladikavkaz                | 26 mai 2000      | 27 avril 2001    | 30  | 10  | 6   | 14  | 33,3 |
| Fakel Voronej                     | 9 mai 2001       | 14 novembre 2001 | 23  | 7   | 3   | 13  | 30,4 |
| Volgar-Gazprom Astrakhan          | 5 mai 2003       | 10 octobre 2003  | 31  | 7   | 9   | 15  | 22,6 |
| Metallourg-Kousbass Novokouznetsk | 3 mai 2005       | 27 octobre 2005  | 35  | 8   | 13  | 14  | 22,9 |
| FK Atyraou                        | 12 janvier 2006  | 5 juin 2006      | 12  | 2   | 2   | 8   | 16,7 |
| Gazovik Orenbourg                 | 27 juillet 2006  | 15 juin 2009     | 91  | 53  | 23  | 15  | 58,2 |
| Dinamo Saint-Pétersbourg          | 23 décembre 2009 | 14 avril 2010    | 4   | 0   | 1   | 3   | 0,0  |
| PFK Andijan                       | janvier 2012     | 22 août 2012     | 23  | 6   | 3   | 14  | 26,1 |
| FK Orel                           | 5 septembre 2012 | 12 août 2013     | 27  | 3   | 4   | 20  | 11,1 |
| Znamia Trouda Orekhovo-Zouïevo    | 3 février 2015   | 6 juin 2015      | 10  | 1   | 1   | 8   | 10,0 |
| Total                             | Total            | Total            | 915 | 375 | 197 | 343 | 41,0 |

## Palmarès
Zaria Vorochilovgrad
- Finaliste de la Coupe d'Union soviétique en 1975.